# 206型潜水艦
206型潜水艦（206がたせんすいかん）は、西ドイツ海軍ならびに統一ドイツ海軍（以下ドイツ海軍）の通常動力型潜水艦。

## 概要
前任の205型の設計を引き継ぐ。206型をはじめとする、第二次世界大戦後ドイツの冷戦期における小型潜水艦は、バルト海を渡洋して襲来するワルシャワ条約機構軍の迎撃を念頭において建造されていた。磁気感応機雷および対潜哨戒機の磁気探知機に対抗するために、単殻式の船殻は非磁性鋼でつくられていた。
旧西ドイツ海軍むけに18隻が建造された。そのうち12隻は1990年代はじめに近代化改修を受けて型式を206A型に再指定され、残る6隻は解役された。後継となる212A型の就役が進むにつれ、残余の艦の退役が進められ、2011年3月に全艦が退役した。
部品取り用の2隻を含む4隻がコロンビア海軍に売却され、2隻が再就役している。
206型のやや大型のバリエーションとして、イスラエル向けのガル級潜水艦がある。ガル級は、政治的理由からドイツではなくイギリスのヴィッカーズ造船所で540型の型式を与えられて建造された。ガル級は3隻が建造され、1番艦は1976年に就役した。206型とおなじくHDW社が設計したドルフィン級の就役が進むにつれ、ガル級は解役された。2006年には1隻が解体処分され、2隻はHDW社に送り返され、新たな買い手が探されている。

## 同型艦
| #    | 艦名 | 起工        | 進水        | 就役            | 退役            | 備考                                                                 |
| ---- | ---- | ----------- | ----------- | --------------- | --------------- | -------------------------------------------------------------------- |
| S192 | U13  |             |             | 1973年 4月19日  | 1997年 9月23日  | 解体                                                                 |
| S193 | U14  |             |             | 1973年 4月19日  | 1997年 9月23日  | 解体                                                                 |
| S194 | U15  | 1970年 6月  | 1972年 6月  | 1974年 7月14日  | 2010年 12月14日 |                                                                      |
| S195 | U16  | 1970年 11月 | 1972年 8月  | 1973年 11月9日  | 2011年 3月31日  | コロンビア海軍に部品取り用として売却                                 |
| S196 | U17  | 1970年 10月 | 1972年 10月 | 1973年 11月28日 | 2010年 12月14日 | 陸揚げし、シュパイアー技術博物館で展示のため整備中                   |
| S197 | U18  | 1971年 4月  | 1972年 10月 | 1973年 12月19日 | 2011年 3月31日  | コロンビア海軍に部品取り用として売却                                 |
| S198 | U19  |             |             | 1973年 11月9日  | 1998年 8月23日  | 解体                                                                 |
| S199 | U20  |             |             | 1974年 5月24日  | 1996年 9月26日  | 解体                                                                 |
| S170 | U21  |             |             | 1974年 8月16日  | 1998年 6月3日   | 解体                                                                 |
| S171 | U22  | 1971年 11月 | 1973年 3月  | 1974年 7月26日  | 2008年 12月18日 |                                                                      |
| S172 | U23  | 1972年 3月  | 1973年 5月  | 1975年 5月2日   | 2011年 3月31日  | コロンビア海軍で 「イントレピド」（ARC Intrépido, S-20）として再就役 |
| S173 | U24  | 1972年 3月  | 1973年 6月  | 1974年 10月16日 | 2011年 3月31日  | コロンビア海軍で 「インドマブル」（ARC Indomable, S-21）として再就役 |
| S174 | U25  | 1971年 7月  | 1973年 5月  | 1973年 4月19日  | 2008年 1月31日  |                                                                      |
| S175 | U26  | 1972年 7月  | 1973年 11月 | 1975年 3月13日  | 2005年 11月9日  | 解体                                                                 |
| S176 | U27  |             |             | 1974年 10月16日 | 1996年 6月13日  | 解体                                                                 |
| S177 | U28  | 1972年 10月 | 1974年 1月  | 1974年 12月18日 | 2004年 6月30日  | 解体                                                                 |
| S178 | U29  | 1972年 1月  | 1973年 11月 | 1974年 11月27日 | 2006年 12月31日 |                                                                      |
| S179 | U30  | 1972年 12月 | 1974年 4月  | 1975年 3月13日  | 2007年 1月31日  | 解体                                                                 |